# Peniculimius
Peniculimius és un gènere d'arnes de la família Crambidae.
Les seves relacions dins d'aquest últim grup romanen obscures. Alguns experts l'han col·locat a la família dels piràlids, però això sembla que és un error.

## Taxonomia
- Peniculimius acehi Schouten, 1994
- Peniculimius api Schouten, 1994
- Peniculimius captus Schouten, 1994
- Peniculimius crassus Schouten, 1994
- Peniculimius fructus Schouten, 1994
- Peniculimius marginata (Gaskin, 1974)
- Peniculimius moorei (Gaskin, 1974)
- Peniculimius ravus Schouten, 1994